# Gare de Saint-Martin-le-Beau
Gare de Saint-Martin-le-Beau vasútállomás Franciaországban, Saint-Martin-le-Beau településen.

## Vasútvonalak
Az állomást az alábbi vasútvonalak érintik:
- Vierzon–Saint-Pierre-des-Corps-vasútvonal

## Kapcsolódó állomások
A vasútállomáshoz az alábbi állomások vannak a legközelebb:
- Gare d'Azay-sur-Cher (Gare de Saint-Pierre-des-Corps)
- Gare de Bléré - La Croix (Gare de Vierzon-Ville)